# Skyltfönster

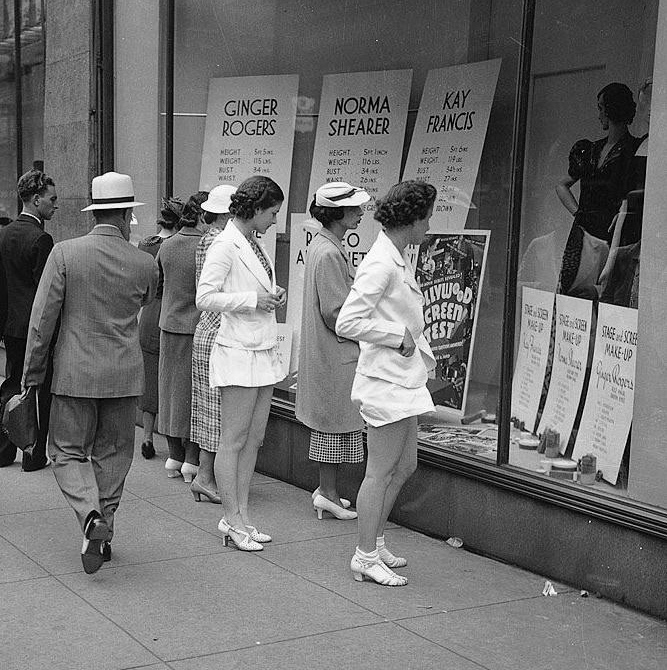
Skylfönster under 1930-talet.

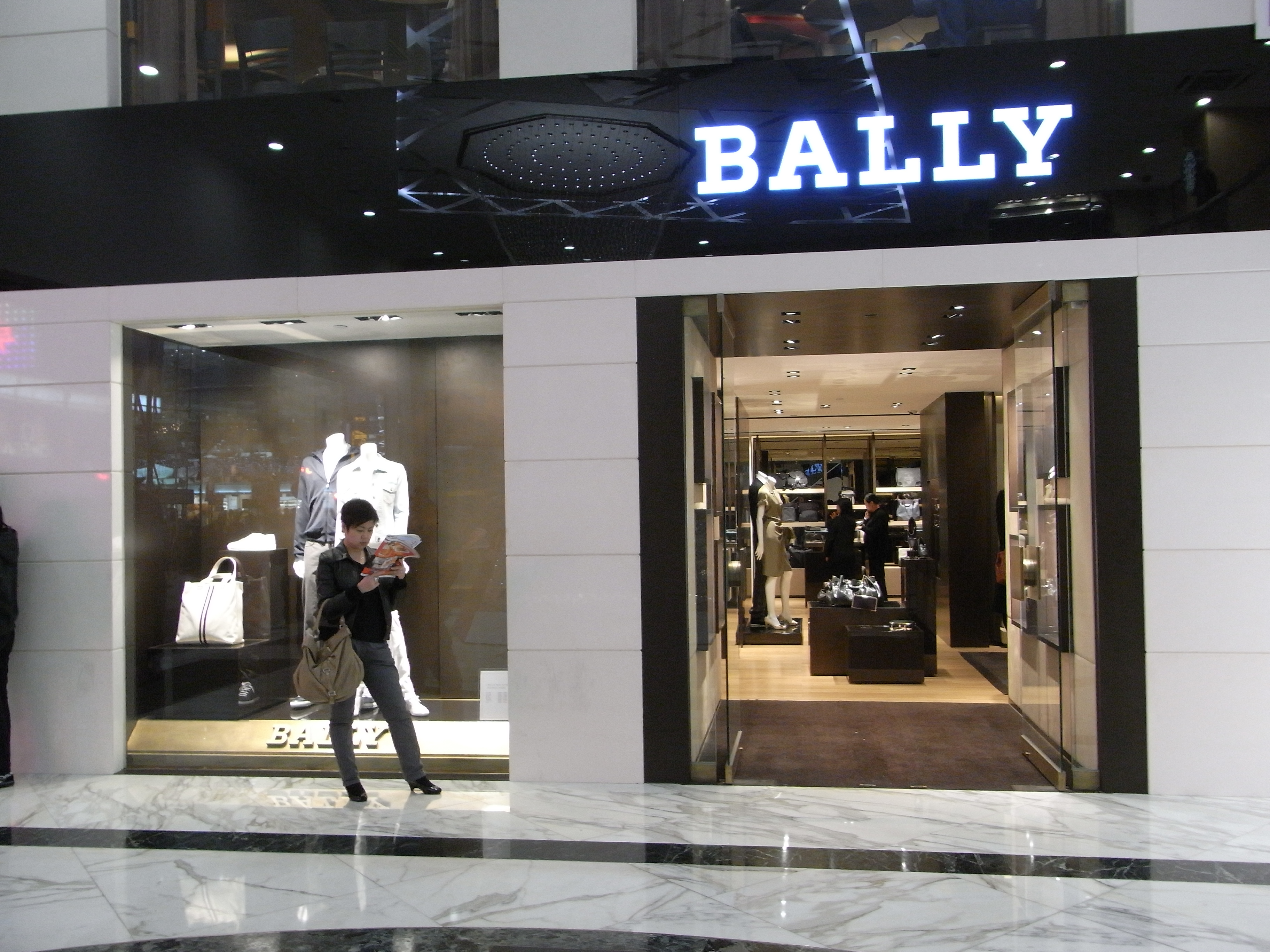
Skyltfönster under 2000-talet.

Skyltfönster är ett fönster för presentation av varor eller tjänster.
Skyltfönstret är att räkna som butikens ansikte utåt. Här presenteras varor och produkter på ett tilltalande och säljande sätt, allt för att fokusera på varan, kombinationer och dess användningsområde.  
Det är i lag reglerat, att alla butiker och företag måste visa prisuppgifter på de försäljningsvaror som visas i skyltfönster. De specifika produktexemplar som syns i skyltfönster kallas vanligen skyltexemplar.